# Pat Masioni
Patrice (Pat) Masioni (Mikuzi, 1961) is een stripauteur, illustrator en cartoonist uit Congo-Kinshasa.

## Levensloop
Masioni studeerde af aan de Académie des Beaux-Art in Kinshasa als interieurarchitect. Vanaf 1983 werkte hij bij de uitgeverij Éditions Saint Paul Afrique, waar hij vijftien stripalbums maakte over Afrikaanse heiligen en taferelen uit de Bijbel. Van deze albums werden er tezamen ongeveer zo'n 250.000 exemplaren verkocht. Tevens illustreerde Masioni van 1987 tot 2001 de boeken van de schrijver Zamenga Batukezanga. Begin jaren 90 richtte hij samen met andere tekenaars zoals Barly Baruti de organisatie Acria op met als doel de Congolese strip te stimuleren. Zo richtte Masioni met Acria het stripblad AfroBD op, waarvoor hij de strip Zenda tekende, dat meegeschreven werd door Barly Baruti. In diezelfde periode werd hij ook cartoonist bij de Congolese krant Le Palmarès.
Masioni verliet Congo na doodsbedreigingen vanwege zijn cartoons met kritiek op de toenmalige president Joseph Kabila. Hierop vestigde hij zich in mei 2002 in de Franse hoofdstad Parijs, waar zijn werk datzelfde jaar verscheen in de tijdschriften Maxou en Afro-bulles. Masioni won dan een Prix Africa & Mediterraneo voor het verhaal Ô mon pays. Vervolgens tekende hij dan onder het pseudoniem Mil'Pat van 2003 tot 2008 cartoons voor de tijdschriften Gri Gri international, Bakchich en Courrier international. Intussen tekende Masioni van 2004 tot 2011 de strip Lycée Samba Diallo op scenario van Kidi Bebey in het tijdschrift Planète jeunes. Van 2005 tot 2008 verschenen er twee albums van Rwanda 1994 bij uitgeverij Éditions Albin Michel en in 2009 volgde de one-shot Israel Vibration over de gelijknamige band. Vervolgens verschenen er in 2009 en 2010 twee albums van Agatha bij de Zwitserse uitgever Grad. Tevens tekende hij op scenario van de Amerikaan Joshua Dysart in 2009 en 2010 twee verhalen van de stripreeks Unknown soldier bij Vertigo, een imprint van de Amerikaanse uitgeverij DC Comics. Hiermee was Masioni de eerste Afrikaanse tekenaar wiens werk bij DC Comics of Marvel Comics, de twee grootste Amerikaanse stripuitgeverijen, verscheen. Hij ontving voor deze strip ook een van de Glyph Comics Awards in 2010.
Later werkte Masioni mee aan een project van UNESCO om webstrips te maken over vrouwen met een grote rol in de Afrikaanse geschiedenis. Daarover verschenen in 2014 twee strips van hem over Nzinga Mbande en de vrouwelijke soldaten van het Koninkrijk Dahomey.

## Galerij

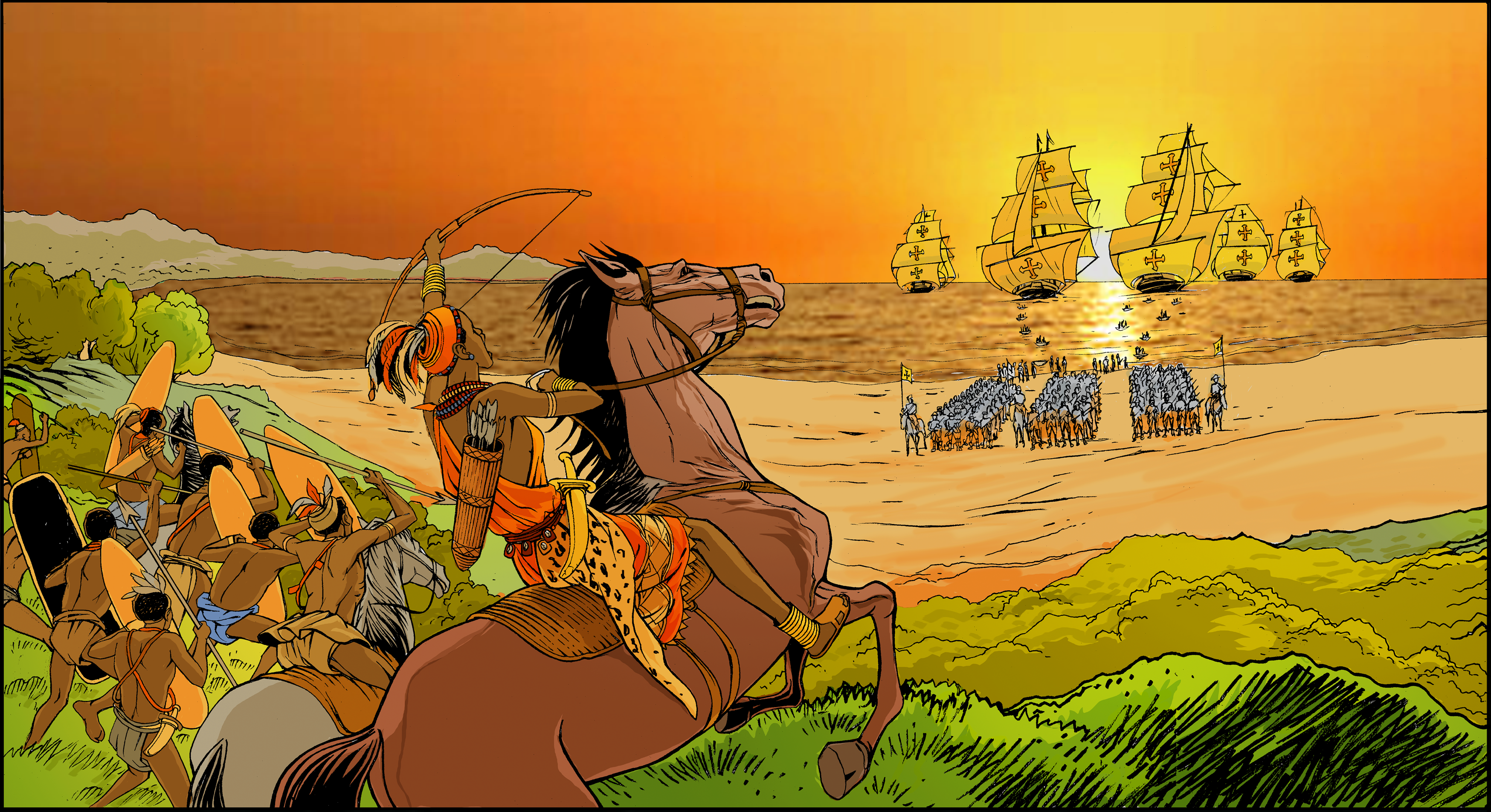
Njinga Mbandi: Reine du Ndongo et du Matamba
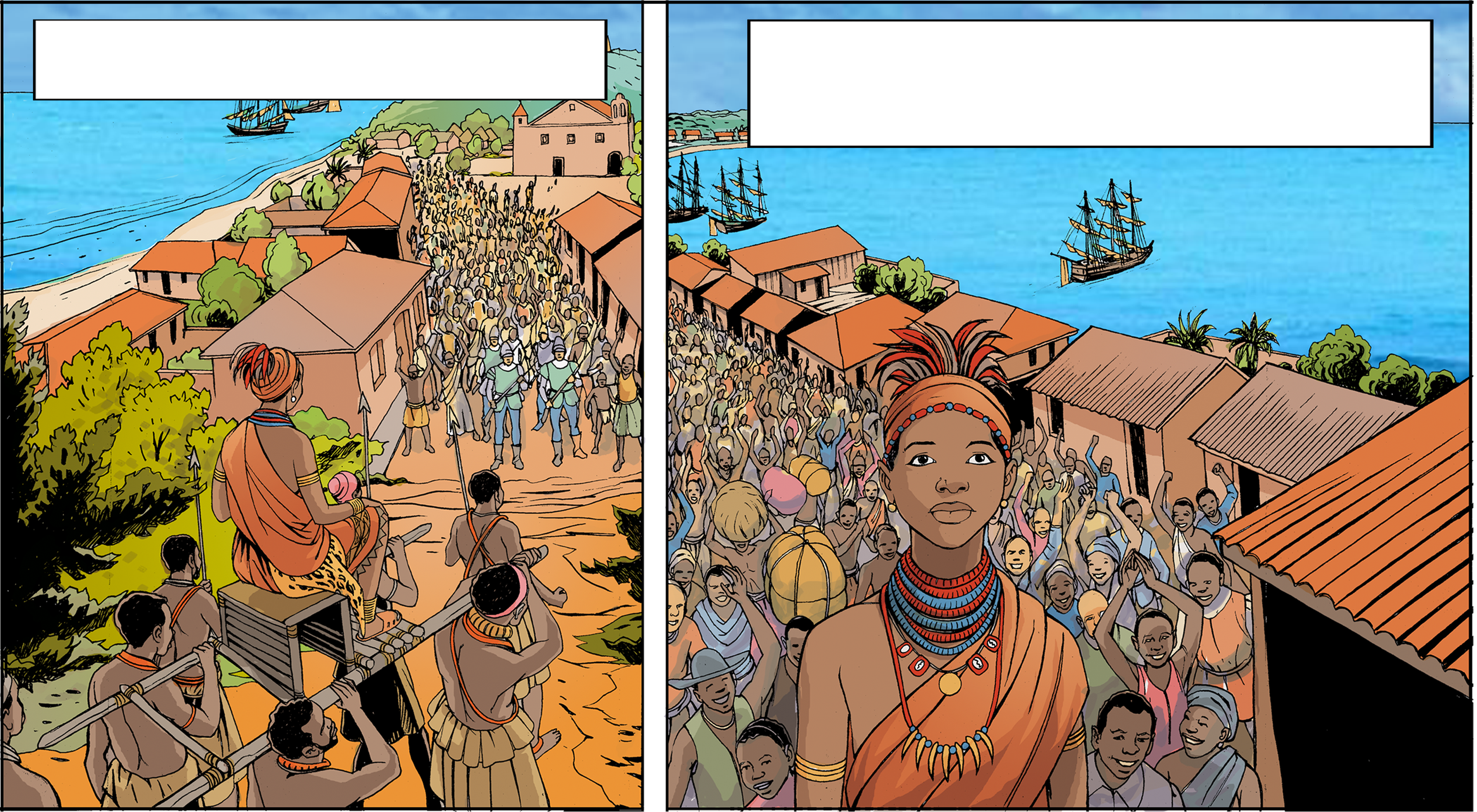
Njinga Mbandi (2)
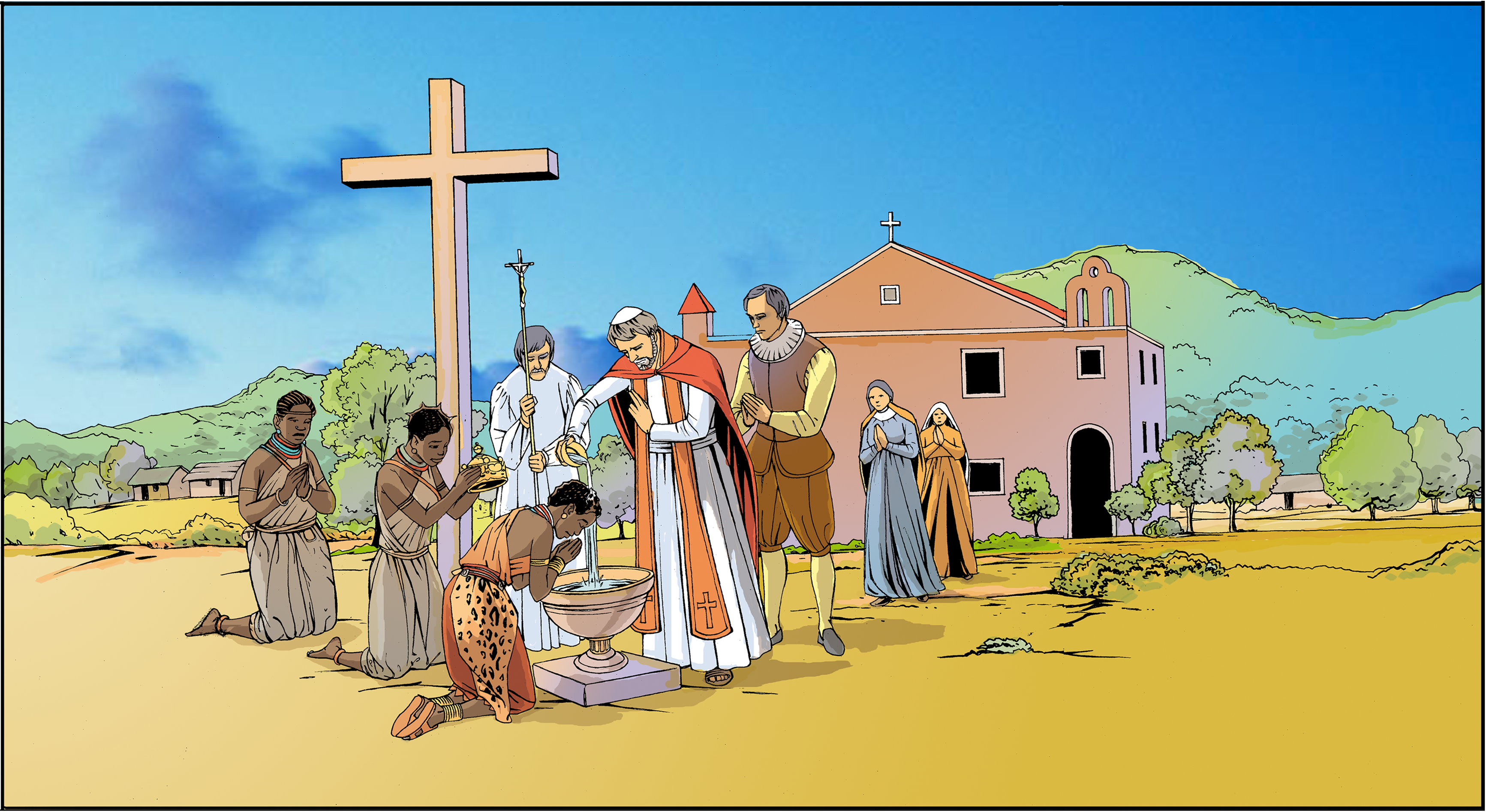
Njinga Mbandi (3)
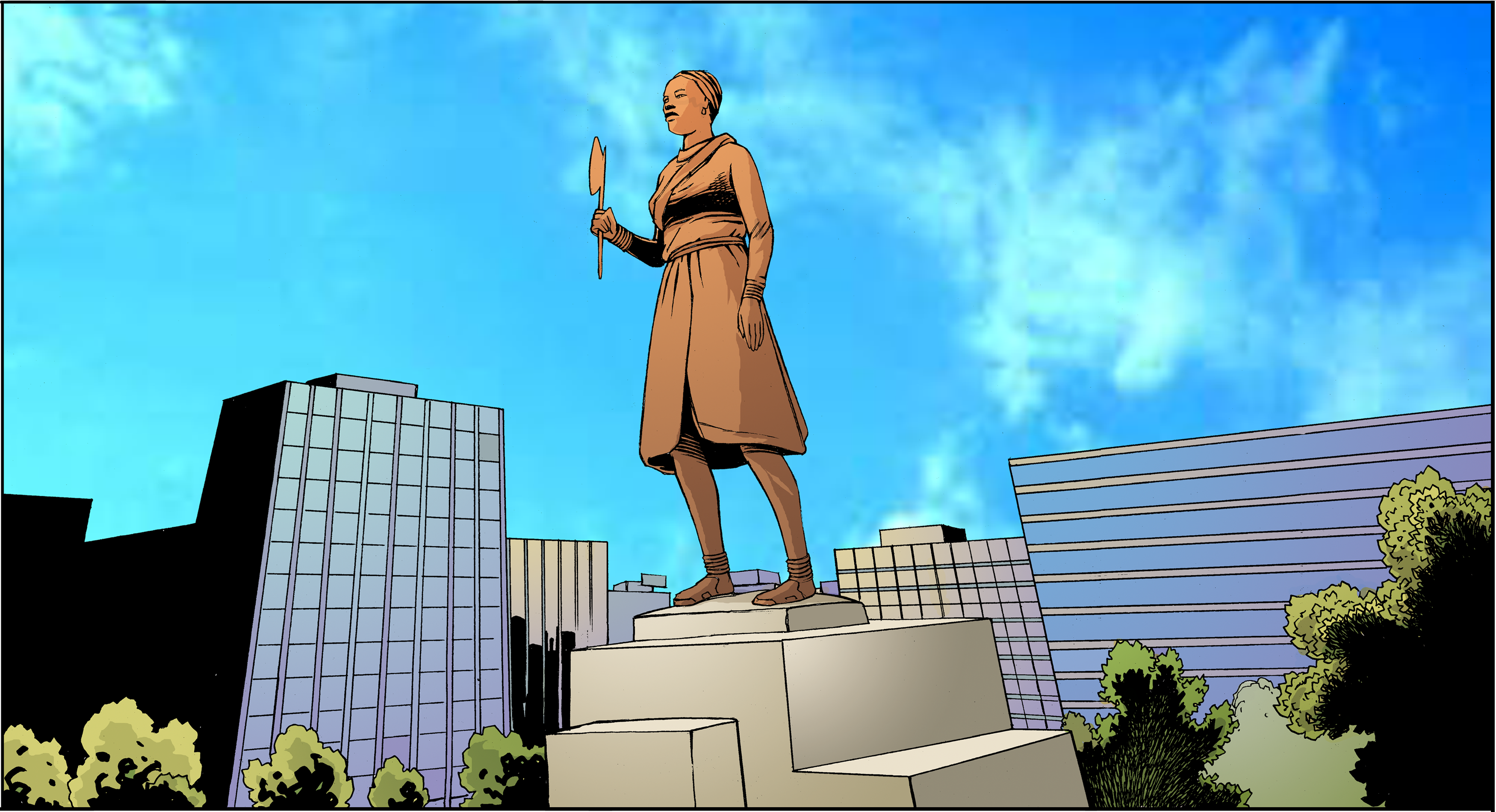
Njinga Mbandi (4)
- Njinga Mbandi (5)
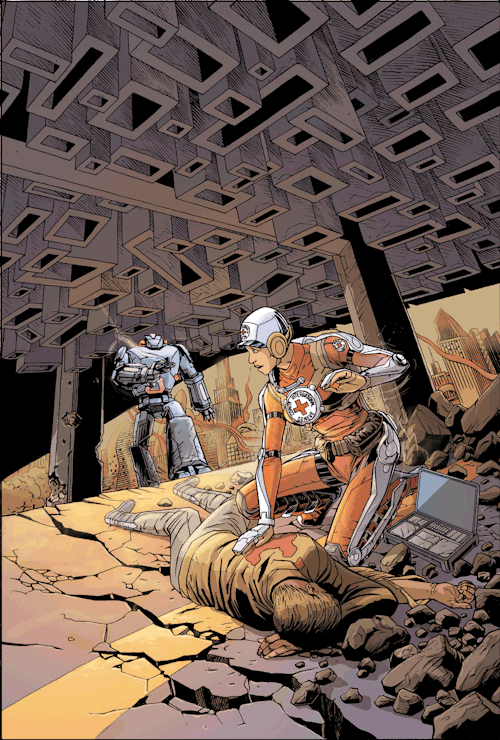
Illustratie Rode Kruis-campagne